# Khaled Mouelhi
Khaled „Kiko” Mouelhi (ur. 13 lutego 1981 w Tunisie) – tunezyjski piłkarz, grający w latach 2011-2014 w klubie Espérance Tunis, dokąd trafił z Lillestrøm SK z Norwegii. W 2004 na letnich igrzyskach olimpijskich w Atenach zajął wraz z drużyną 3. miejsce w grupie C. W latach 2002–2005 występował w zespole Club Africain.